# Culex inhibitator
Culex inhibitator är en tvåvingeart som beskrevs av Dyar och Frederick Knab 1906. Culex inhibitator ingår i släktet Culex och familjen stickmyggor. Inga underarter finns listade i Catalogue of Life.